# 陸前稲井駅
陸前稲井駅（りくぜんいないえき）は、宮城県石巻市井内滝ノ口にある、東日本旅客鉄道（JR東日本）石巻線の駅である。

## 歴史
- 1939年（昭和14年）10月7日：鉄道省石巻線の駅として牡鹿郡稲井村に開業[2][3]。
- 1971年（昭和46年）11月30日：貨物および荷物の扱いを廃止[4]。無人化[5]。
- 1987年（昭和62年）4月1日：国鉄分割民営化により、JR東日本の駅となる[3]。
- 2011年（平成23年）3月11日：東北地方太平洋沖地震とそれに伴う大津波の影響により、全線で不通となる。
- 2012年（平成24年）3月17日：石巻 - 渡波間の復旧により、営業を再開[6][7] 。
- 2016年（平成28年）8月6日：仙石東北ラインの一部列車が直通運転を開始し、停車駅となる[8]。
- 2024年（令和6年）10月1日：えきねっとQチケのサービスを開始[1][9]。

## 駅構造
単式ホーム1面1線を有する地上駅である。小牛田統括センター（石巻駅）管理の無人駅である。乗車駅証明書発行機が設置されている。
元は島式ホーム1面2線だったが、無人化した際に片側が撤去されて単式ホームになっている。同時期に駅舎（待合室）はカプセル型のものに建て替えられた。

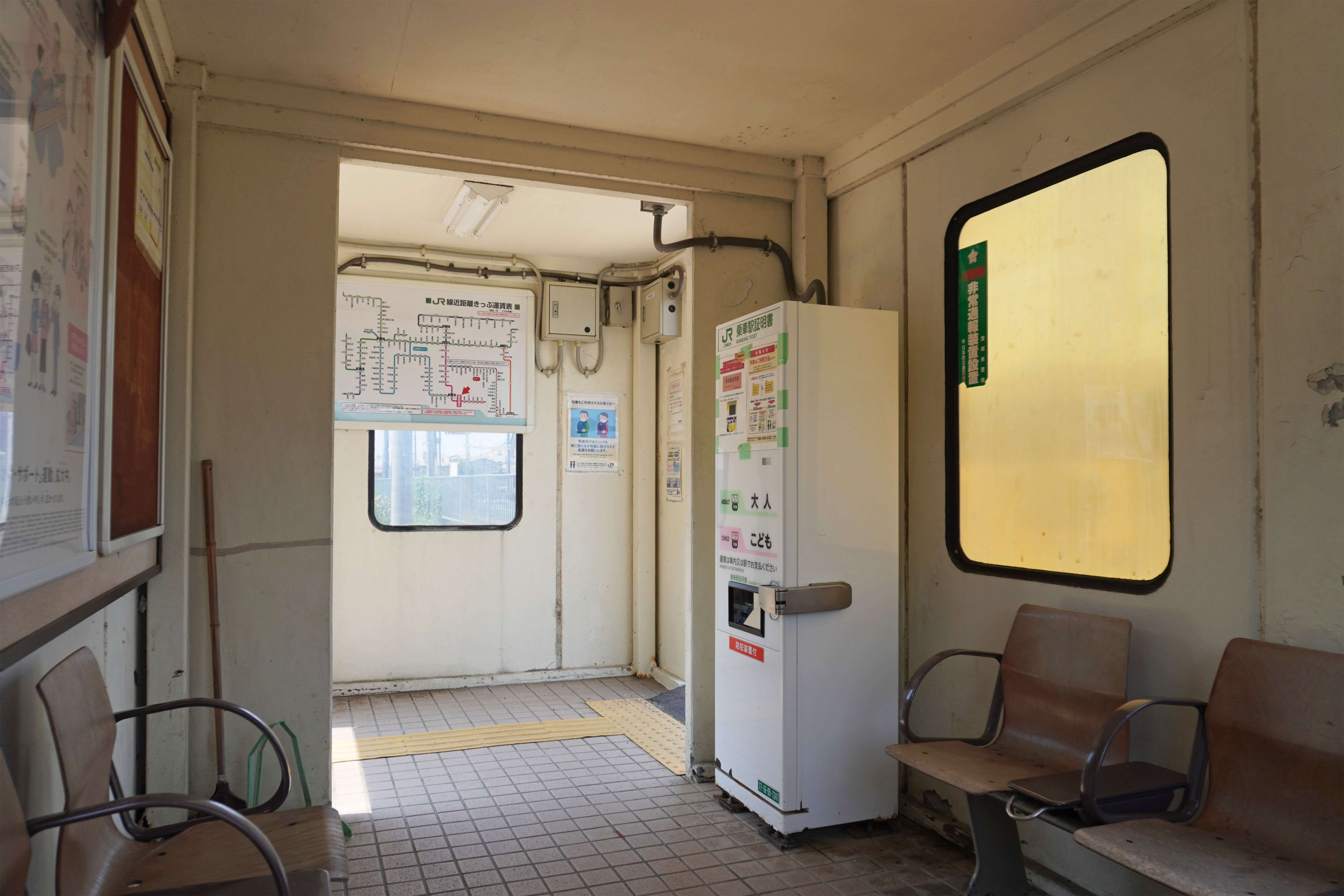
駅舎内（2023年7月）
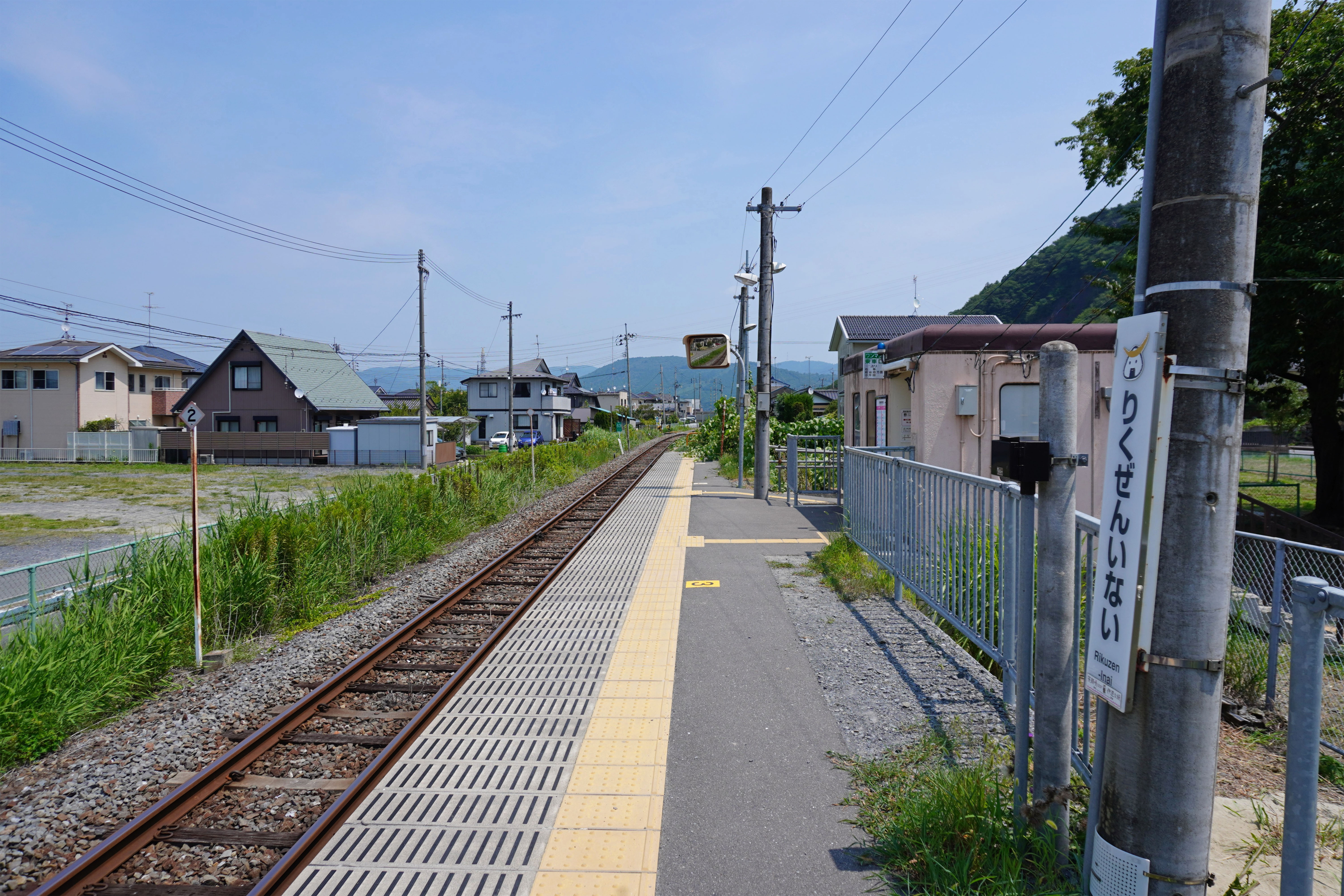
ホーム（2023年7月）

## 駅周辺
- 石巻市役所稲井支所
- 宮城県道192号石巻雄勝線
- 真野川
- 旧北上川

## 隣の駅
東日本旅客鉄道（JR東日本）
■石巻線・■■仙石東北ライン
■快速（赤快速）・■普通
石巻駅 - 陸前稲井駅 - 渡波駅